# Tiranet barbat
El tiranet barbat (Polystictus pectoralis) és un ocell de la família dels tirànids (Tyrannidae).

## Hàbitat i distribució
Habita aiguamolls, pantans, bosc obert, clars del bosc i sabanes, localment a les terres baixes i muntanyes de Colòmbia, sud de Veneçuela, Guyana, Surinam, extrem nord del Brasil, est de Bolívia, Paraguai sud del Brasil, Uruguai i nord de l'Argentina.